# Luke Thompson (acteur)
Pour les articles homonymes, voir Luke Thompson.
Luke Thompson, né le 4 juillet 1988, est un acteur franco-britannique. Il est principalement connu pour son rôle de Benedict Bridgerton dans la série télévisée américaine Bridgerton.

## Biographie
Luke Thompson a grandi à Chartrettes, commune de Seine-et-Marne en France parce que son père travaillait comme ingénieur à Disneyland Paris. Il parle couramment le français. Luke obtient son baccalauréat avec option internationale au lycée international François-Ier, lui permettant d’étudier l'anglais et le théâtre à l'université de Bristol et à la Royal Academy of Dramatic Art, dont il sort diplômé en 2013,.

## Théâtre
- 2013 : Le Songe d'une nuit d'été (A Midsummer Night's Dream), mise en scène de Dominic Dromgoole (en), Théâtre du Globe, Londres : Lysander
- 2013 : Blue Stockings (en), mise en scène de John Dove, Théâtre du Globe, Londres : Will Bennett
- 2014 : Jules César (Julius Caesar), mise en scène de Dominic Dromgoole, Théâtre du Globe, Londres : Marc Antoine
- 2014 : Tiger Country, mise en scène de Nina Raine, Hampstead Theatre (en), Londres : James
- 2015 : The Broken Heart (en), mise en scène de Caroline Steinbeis, Sam Wanamaker Playhouse (en), Londres :  Ithocles
- 2015 : Orestie (Oresteia), mise en scène de Robert Icke, Almeida Theatre, Londres : Oreste
- 2017 : Hamlet, mise en scène de Robert Icke, Almeida Theatre / Harold Pinter Theatre (en), Londres : Laërte
- 2018 : Le Roi Lear (King Lear), mise en scène de Jonathan Munby, Duke of York's Theatre (en), Londres :  Edgar
- 2023 : A Little Life, mise en scène de Ivo Van Hove d’après l’œuvre de Hanya Yanagihara, Harold Pinter Theatre , Londres : Willem

## Filmographie

### Cinéma
- 2017 : Dunkerque (Dunkirk) de Christopher Nolan : Officier Warrant
- 2019 : Making Noise Quietly de Dominic Dromgoole (en) : Oliver
- 2020 : Miss Révolution (Misbehaviour) de Philippa Lowthorpe : Peter Hain

### Télévision

#### Séries télévisées
- 2014 : The Suspicions of Mr Whicher de James Hawes : Joshua Hallows (saison 1, épisode 4)
- 2014-2016 : In the Club (en) de Kay Mellor (en) : Simon (rôle principal - 12 épisodes)
- 2018 : Kiss Me First de Bryan Elsley (en) : Connors (saison 1, épisodes 2 et 3)
- depuis 2020 : La Chronique des Bridgerton (Bridgerton) de Chris Van Dusen (en) : Benedict Bridgerton (rôle principal - 16 épisodes)
- 2023 : Transatlantic : Hiram Bingham

#### Téléfilm
- 2018 : Hamlet de Robert Icke : Laertes

## Distinctions

### Nominations
- Prix du théâtre Evening Standard 2013 : Nouveau venu exceptionnel pour Le rêve d'une nuit d'été
- Prix Ian Charleson 2014 : pour Le rêve d'une nuit d'été
- Screen Actors Guild Awards 2021 : Performance exceptionnelle d'un ensemble dans une série dramatique pour Bridgerton